# 왕재산
왕재산(旺載山)은 조선민주주의인민공화국 함경북도 온성군에 위치한 산으로 높이는 해발 239m이다.
산 안에는 왕재산혁명사적지, 왕재산대기념비, 왕재산혁명박물관, 왕재산혁명사적지답사숙영소가 있다. 조선민주주의인민공화국에서는 1933년 3월 11일 김일성이 항일 유격대 부대를 소집하고 항일 무장 투쟁을 조선으로 확대하는 전략을 제시한 이른바 '왕재산 회의'를 열었으며 그곳에서 '항일 무장 투쟁을 국내로 확대 발전시키기 위하여'라는 주제로 연설을 했다고 선전한다.
1970년대부터 조선민주주의인민공화국의 혁명 전적지로 개발되고 있다. 조선민주주의인민공화국의 천연기념물 제336호로 지정된 왕재산참나무가 이 곳에 있다. 북한의 지령을 받아 간첩 행위했다고 하는 왕재산 사건이 있다.